# Thank God It's Christmas
„Thank God It's Christmas“ je vánoční píseň britské rockové skupiny Queen. Autory jsou kytarista Brian May a bubeník Roger Taylor. Původně nebyl zařazen na žádné studiové album. Jako singl byla píseň vydána dne 26. listopadu 1984. V Dánsku byl singl certifikován jako platinový za 90 000 prodaných nosičů.

## Obsazení nástrojů
- Freddie Mercury – hlavní a doprovodné vokály
- Brian May – elektrická kytara, syntezátory, doprovodné vokály
- Roger Taylor – bicí, syntezátory, doprovodné vokály
- John Deacon – basová kytara